# 이대원 (화가)
이대원(李大源, 1921년 5월 27일 ~ 2005년 11월 20일)은 대한민국의 서양화가이다.

## 생애
1921년 경기도 파주에서 출생하였다. 고교 시절 일제 선전(鮮展)에서 2년 연속 입선하는 등 미술에 재능이 있었으나 부모님의 반대로 1940년 경성제국대학 법학과에 입학하여 1945년 졸업하였다. 대학 졸업 후 심산 노수현에게 사군자를 배우는 등 독자적인 미술 공부로 자신만의 독특한 경지를 이루었다. 1967년~1986년 홍익대학교 미술대학 교수직 수행, 1972년~1974년 홍익대학교 초대 미술대학장, 1980년~1982년 홍익대학교 총장을 역임했다. 1989년, 1993년 대한민국 예술원 회장, 1995년 미술의 해 조직위원장, 2002년 대한민국 외교통상부 문화홍보 대사 등 대외활동을 하였다.  1971년 반도화랑에서 첫 개인전을 열었고 1975년 이후 국내 개인전을 11번 개최했다. 모더니즘을 수용한 이대원은 경성대 법대 출신으로 미국유학을 다녀왔다. 1920-40년대 까지는 대상묘사보다 붓의 흐름에 맡기는 경향을 보이는데, 인상주의의 밝은 색채, 표현주의 또는 야수파의 화풍을 수용해 그림을 그렸다. 대상의 사실성을 뭉개며 모더니즘을 수용했다. 밝은 색채의 짧은 붓터치를 사용했다.

## 약력
- 홍익대학교 교수(1967년~1986년)
- 홍익대학교 미술대학 초대학장(1972년~1974년)
- 홍익대학교 총장(1980년~1982년)
- 홍익대학교 명예교수(1986년~2005년)
- 한국박물관회 회장(1987년)
- 대한민국예술원 회장(1989년,1993년)
- 미술의 해 조직위원장(1995년)
- 외교통상부 문화홍보대사(2002년~2004년)

## 수상
- 대한민국 예술원상
- 국민훈장 목련장
- 오지호 미술상
- 대한민국 문화예술상
- 대한민국 금관문화훈장